# Katarzyna Rosłaniec
Katarzyna Rosłaniec (ur. 23 listopada 1980 w Malborku ) – polska reżyserka i scenarzystka filmowa.

## Życiorys
Absolwentka ekonomii na Uniwersytecie Gdańskim  (2004), reżyserii w Warszawskiej Szkole Filmowej (2006) oraz kursu fabularnego w Mistrzowskiej Szkole Reżyserii Filmowej Andrzeja Wajdy  (2008). Członkini Polskiej Akademii Filmowej i Stowarzyszenia Filmowców Polskich .

## Filmografia
- 2008: Doręczyciel, jako asystent reżysera
- 2009: Galerianki; Wielki Jantar (2009)[2] [4]
- 2012: Bejbi blues; Kryształowy Niedźwiedź na Berlinale (2013)[5][6]
- 2016: Szatan kazał tańczyć[7][8]
- 2022: Jezioro słone[9]

## Nagrody
- Nagroda na MFF w Berlinie Kryształowy Niedźwiedź na Berlinale (2013) za Bejbi blues